# ムアラ
座標: 北緯5度02分 東経115度04分 / 北緯5.033度 東経115.067度
ムアラ（Muara）はブルネイ・ダルサラーム国のブルネイ・ムアラ地区にある町。ブルネイ唯一の水深の深い港湾を有する。「ムアラ」とはマレー語で三角江（エスチュアリー）を意味する。
この記事では、サブン村（Kampong Sabun）からセラサ郡（Mukim Serasa）北部のプルンポン岬（Tanjung Pelumpong）の水路までの地域も含めて記述する。

## 地理
ムアラ町（Pekan Muara） はスラサ郡に属し、西ブルネイの最東端に位置する。
ブルネイ・ムアラ地区は、この町の名を借用したものである。
北は南シナ海、南はブルネイ湾（Brunei Bay）に面し、ブルネイ湾の対岸にムアラ・ベサール島（ムアラ大島、Pulau Muara Besar）が浮かぶ。東には人工の水路をはさんでプルンポン岬があるが、水路で本土から切り離されたため、今は島になっている。西はブルネイ・ムアラ地区のほかの村と接する。スラサはムアラの南西に連なる準地区である。

## 歴史
1900年代まで、ムアラはマレー人漁民の住む小さな村であった。
1883年にスライ・ピンピン地域（Serai Pimping）が蒸気船の石炭採掘場として開かれた。この地域は1889年にサラワク王国の白人王（White Rajah）・チャールズ・ブルックにちなんでブルックトン（Brooketon）に改称、急速に発達する。以降、サラワク王国の支配下に置かれる。
ブルックトン炭坑（Brooketon Colliery）の発達は、ムアラの交通やインフラストラクチャーの発達をもたらした。ムアラの安全な水深の深い停泊地まで石炭を輸送するために、木製の鉄道が建設され、蒸気船と艀（はしけ）が停泊できるように岸壁や桟橋が設けられた。1911年には少なくとも1,447人がムアラに居住し、約30店の商店が営業していた。ブルックトンは、ブルネイで初めて切手が使われたところでもある。
チャールズ・ブルックは経済的な権利を持っていたにすぎないが、政治的にもこの地方の統治者となった。炭坑には数百人もの労働者が雇われ、警察機関・郵便局・道路が整備され、ムアラはブルネイの支配の及ばない治外法権適用地域になった。1921年になってようやくムアラはブルネイに「返還」された。炭坑は1924年、世界的な景気後退に伴う継続的な石炭価格の下落により大きな事業損失を招いて閉山した。
第二次世界大戦中、日本はブルネイを占領し炭坑を再開しようと試みたが、成功はしなかった。ブルックトンは第二次世界大戦中、ブルネイを日本統治下から解放するためにオーストラリア国防軍がボルネオの戦いに際して上陸地点とした。
スルタン・オマール・アリ・サイフディーン（Sultan Omar Ali Saifuddin）施政下の後期に、この地域は水深の深い港を持つことから栄え、国家の成長を支えた。1973年以降、ムアラ港は大規模な拡張が実施されてきた。

## ムアラ港

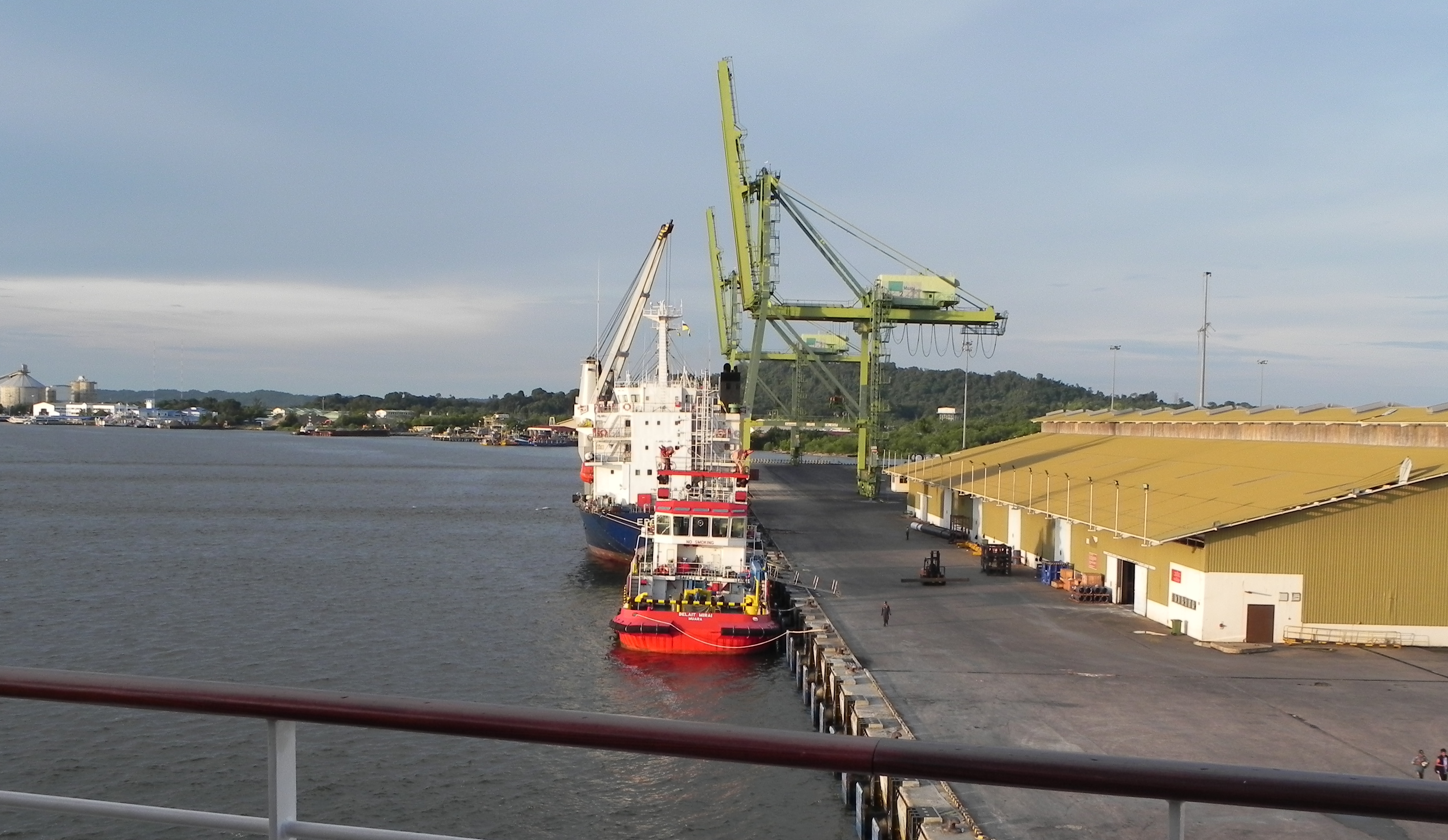
ムアラ港（2010年12月）

ムアラはブルネイ唯一の水深の深い港湾を持つ。ムアラ港は1973年2月に商業港として開港、港湾省（Ports　Department）が翌年1974年5月1日に発足した。港湾省は1986年1月1日より、関税・税務省（Customs and Excise Department）からすべての港湾管理・運営業務を引き継いだ。
1973年以降の工事により、埠頭は948m拡張され、うち250mはコンテナ専用埠頭、87mは総合埠頭となった。保管スペースの面積は、屋根付きの保管庫が16,950m2、長い保管倉庫が16,630m2、屋根なしの保管施設が5haとなった。コンテナ専用埠頭の総面積は92,034m2で、うち8,034m2 が屋根付きの施設である。
ムアラコンテナターミナル（Muara Container Terminal）はPSAインターナショナル（PSA International）が2007年4月1日まで運営していたが、ブルネイ政府に返還された。返還された中には1つのコンテナ停泊地が含まれ、その規模は最大喫水12.5m、埠頭の全長は250mであった。
ムアラ港の港湾施設のうち2つはシェルの石油関連施設である。ブルネイシェルマーケティング社（Brunei Shell Marketing、BSM）はムアラ・ターミナルにおいて非常に大きな存在感がある。同所には大量のガスボンベを積むコンテナと歴青などの製品を保管する施設がある。
ブルネイシェル石油（Brunei Shell Petroleum）はムアラ港沿いに沖合での操業を支える施設を置いている。 桟橋は48mから120mまであり、3ヶ所の荷積み 施設と14の貯蔵タンクを備えている。
ブルネイ経済開発庁（Brunei Economic Development Board）による更なる開発計画も持ち上がっている。ムアラ・カットの浚渫や、ムアラ大島に架橋し、補助港湾を建設することが計画されている。

## カンポン
ムアラ町は更に以下のようなカンポン（村）に分けることができる。
- タウン・センター（Town Centre）
- マスジッド・ラマ村（Kampong Masjid Lama） - タウン・センターの南
- サブン村（Kampong Sabun） - ムアラの西及び北西に接し、軍隊のbarracks
- タンジュン・バトゥ村（Kampong Tanjung Batu）
- プルンポン村（Kampong Pelumpong） - プルンポン岬に相対する。
- ムアラビーチ（Muara Beach）
- ムアラ港（Muara Port）

※この記事で扱うのは、上記の地域である。その他のスラサ郡の村についてはスラサ郡（Serasa）を参照。

## 観光
ムアラ町の主要な観光地は南シナ海沿岸のムアラビーチ（マレー語：Pantai Muara）である。この砂浜は約1マイル（約1,600m）に及び、きれいな白砂でできている。整備の行き届いたピクニック場、子ども用の運動場、着替え場とトイレがあり、週末には飲食物を売る露店が出る。

## 軍事
王立ブルネイ軍（Royal Brunei Armed Forces）所属の王立ブルネイ海軍（Royal Brunei Navy）がムアラ町のプルンポン岬地域にムアラ海軍基地（Muara Naval Base）を構えている。1997年に護衛艦3隻の追加配備を含む基地の拡張が実施された。

## 交通

### 道路
ムアラ通り（Jalan Muara）がムアラ町を通る主要道路である。ブルネイ国際空港付近にあるブラカス地域（Berakas）を起点とし、プルンポン岬付近の水路を終点とする。この通りはムアラとブルネイの首都・バンダルスリブガワンを結んでいる。
スラサ通り（Jalan Serasa）とプルスアハン通り（Jalan Persuahan）はムアラ通りから分岐する通りで、隣町・スラサと結んでいる。この通りを介してスラサ工業地域で生産された製品が輸出のためにムアラ港へと運ばれる。
ムアラ・ツトンハイウェー（Muara-Tutong Highway）はムアラからジュルドンを通り、ツトン地区の中心都市プカン・ツトンへと続いている。起点はムアラ通り上のラウンドアバウトで、スンガイ・クブン村（Kampong Sungai Kebun）とムラガン村（Kampong Meragang）の間に位置する。
ムアラではイースタンライン（Eastern Line）が紫色のバスを運行している。33・37・38・39系統がありスラサ行きのほか、ブルネイ国内の町他の村を結ぶ。

### 鉄道
現在、鉄道や軽便鉄道はない。第二次世界大戦頃にあった鉄道は、ブルックトン炭坑からムアラ港へ石炭を輸送するために使用され、ムアラ港から蒸気船で移出された。

### 航空
ムアラに空港はない。旅行客はバンダルスリブガワンのブルネイ国際空港かマレーシアのラブアン（Labuan）へ行き、航空機に乗る必要がある。